# Jacob Boonacker
Jacob Boonacker (1879 – 1964) was een Nederlands landbouwkundige en bestuurder.

## Biografie
Hij was als landbouwkundige actief in Suriname waarvoor hij in 1907 en 1908 enkele boekjes schreef waarvan er één samen met de landbouwassistent bij het departement van landbouw A.W. Drost (zie bibliografie). Hierna werd hij districtscommissaris van Saramacca en in 1913 tijdelijk ook van Coronie toen de districtscommissaris daar vanwege mogelijke verduistering gearresteerd werd. Begin 1914 werd de districtscommissaris van Nickerie de heer William van Romondt ziek waardoor hij tijdelijk door Charles Weytingh werd vervangen. Later dat jaar ging Van Romondt om gezondheidsredenen naar Nederland waar hij zich definitief vestigde. Hierop werd Boonacker benoemd tot de districtscommissaris van Nickerie, wat hij bijna 14 jaar zou blijven.
Op 1 april 1928 jaar werd hij waarnemend agent-generaal voor de Immigratie als opvolger van Weytingh. In december 1928 was Alexander Noordhoek Hegt in Suriname aangesteld als "Hoofdambtenaar ter beschikking van den Gouverneur". Hij zou zich daar bezighouden met de immigratiewetgeving van Suriname waarbij al meteen rekening werd gehouden dat hij op termijn Boonacker zou opvolgen. Eind mei 1929 werd Boonacker vier maanden vrijstelling van dienst verleend met vergunning zich in Nederland te mogen ophouden. Hierop ging hij naar Nederland waar hij in augustus 1929 aankwam en zich waarschijnlijk ook blijvend vestigde. Zoals te verwachten werd Noordhoek Hegt, die intussen bijna klaar was met het voorbereidend werk om de immigratiewetgeving te herzien, benoemd als de nieuwe waarnemend agent-generaal.
In 1932 werd Boonacker samen met ir. H.N. van Dijk door de Nederlandse regering naar Suriname en de Verenigde Staten gestuurd om onderzoek te doen naar de mogelijkheid voor Suriname van een mechanisch bedrijf voor rijst en andere gewassen. Hierover heeft hij later in 1933 in Nederland een lezing gehouden bij het Indisch Genootschap die onder de titel "De cultuur van rijst in Suriname en hare toekomst" is afgedrukt in hun blad. In 1947 is van hem nog het artikel "Vestiging in Suriname" in het tijdschrift Oost en West verschenen.
Boonacker is 1 mei 1964 overleden te Heemstede.

## Trivia
- In Nickerie is een polder naar hem vernoemd: de Boonacker Polder